# Anisotenes spodotes
Anisotenes spodotes is een vlinder uit de familie van de bladrollers (Tortricidae). Hij komt voor in Nieuw Guinea. De wetenschappelijke naam van de soort is voor het eerst geldig gepubliceerd in 1952 door Diakonoff.